# Jerzy Strzelczyk
Jerzy Strzelczyk (ur. 24 grudnia 1941 w Poznaniu) – polski naukowiec, profesor nauk humanistycznych, historyk mediewista specjalizujący się m.in. w początkach państwa polskiego oraz państw barbarzyńskich na ziemiach dawnego Imperium Romanum, członek korespondent Polskiej Akademii Nauk.

## Życiorys
Doktorat (promotor prof. Gerard Labuda) na Wydziale Historyczno-Filozoficznym UAM w Poznaniu. Stopień doktora habilitowanego otrzymał w 1975 w Instytucie Historii Uniwersytetu im. Adama Mickiewicza na podstawie rozprawy Słowianie i Germanie w Niemczech środkowych we wczesnym średniowieczu. Od 1984 profesor nadzwyczajny, od 1989 profesor zwyczajny.
W latach 1991–1996 był dyrektorem Instytutu Historii UAM. Kierownik Zakładu Historii Średniowiecznej Instytutu Historii Uniwersytetu im. Adama Mickiewicza w Poznaniu, członek krajowy czynny Wydziału II Historyczno-Filozoficznego PAU. Członek Centralnej Komisji do Spraw Stopni i Tytułów. Członek zarządu Fundacji Historycznej im. Profesora Henryka Łowmiańskiego. Uhonorowany Nagrodą FNP za rok 2009 w kategorii nauk humanistycznych i społecznych. Uchwałą Senatu Akademii im. Jana Długosza w Częstochowie z 23 maja 2012 roku został wyróżniony tytułem doktora honoris causa AJD.
W 2013 został odznaczony Krzyżem Oficerskim Orderu Odrodzenia Polski, a w 2016 otrzymał medal Palmae Universitatis Studiorum Posnaniensis.
Powołany do Rady Muzeum przy Zamku Królewskim w Warszawie.

## Życie prywatne
Żona: prof. Dorota Żołądź-Strzelczyk, archeolog i historyk, pracownik Instytutu Pedagogiki UAM w Poznaniu.

## Wypromowane przewody doktorskie
- Państwo morawskie i jego stosunki z monarchią wschodniofrankijską w IX wieku, Krzysztof Polek, 1990.
- Dukat Dyrrachion w strukturze Cesarstwa Komnenów w latach 1081–1185, Jarosław Dudek, 1995.
- Geoffroy de Villehardouin – kronikarz IV wyprawy krzyżowej, Zdzisław Pentek, 1995.
- Ogólnopolska i dzielnicowa polityka Władysława Laskonogiego, Maciej Przybył, 1995.
- Seksualizm w średniowiecznej Polsce, Adam Krawiec, 1999.
- Wpływy anglosaskie na skryptoria kontynentalne do końca IX wieku, Dariusz Andrzej Sikorski, 1999.
- Dziecko w Polsce średniowiecznej, Małgorzata Delimata, 2002.
- Społeczeństwo wielkopolskie w procesie kształtowania tożsamości regionalnej (1202-1314), Karol Tanaś, 2002.
- Państwo Zakonu Krzyżackiego w Prusach w niemieckim piśmiennictwie dotyczącym Krzyżaków w latach 1296–1914, Marek Maciejewski, 2006.
- Rola kobiet w monastycyzmie iryjskim od V do VIII wieku. Małgorzata Kaźmierczak, 2010.

## Wybrane publikacje
- Po tamtej stronie Odry. Dzieje i upadek Słowian połabskich, Warszawa 1968,
- Drzewianie połabscy, Warszawa 1968,
- Gerwazy z Tilbury. Studium z dziejów uczoności geograficznej w średniowieczu, 1970,
- „Męczennicy ebstorfscy”: dzieje kształtowania się jednej legendy zachodniosłowiańskiej, 1971,
- Słowianie na południowym Pogórzu Harzu i na Złotej Niwie, Warszawa 1974,
- Helmolda Kronika Słowian, wstęp i kom. Jerzy Strzelczyk, tłum. Józef Matuszewski, Warszawa 1974,
- Brandenburgia, Warszawa 1975,
- Słowianie i Germanie w Niemczech środkowych we wczesnym średniowieczu, Poznań 1976,
- Historia starożytna ziem polskich: przewodnik metodyczny, Poznań 1976,
- Germanie i początki osadnictwa słowiańskiego na obszarze dzisiejszej Czechosłowacji, Poznań 1976,
- Nowa hipoteza o pochodzeniu Gotów, Poznań 1978,
- Słowiańszczyzna Połabska między Niemcami a Polską, Poznań 1981,
- Iroszkocki biskup w Salzburgu, problem Antypodów i „Kosmografia” Aethicusa z Istrii, Warszawa 1983,
- Goci – rzeczywistość i legenda, Warszawa 1984, ISBN 83-06-00654-2.
- Zarys dziejów Niemiec i państw niemieckich powstałych po II wojnie światowej, Antoni Czubiński, Jerzy Strzelczyk, Poznań 1986, ISBN 83-210-0619-1.
- Iroszkoci w kulturze średniowiecznej Europy Warszawa 1987, ISBN 83-06-01344-1.
- Od Prasłowian do Polaków (w serii Dzieje Narodu i Państwa Polskiego) Kraków 1987, ISBN 83-03-02015-3.
- Szkice średniowieczne, Poznań 1987, ISBN 83-210-0681-7.
- Historia i kultura cystersów w dawnej Polsce i ich europejskie związki, Poznań 1987, ISBN 83-232-0035-1.
- Wybitni historycy wielkopolscy [redakcja], Poznań 1989
- Cystersi w kulturze średniowiecznej Europy, Poznań 1992, ISBN 83-232-0357-1.
- Mieszko Pierwszy, Poznań 1992, ISBN 83-900370-2-5 (wydanie II, Poznań 1999, ISBN 83-85811-64-8),
- Wandalowie i ich afrykańskie państwo, Warszawa 1992, ISBN 83-06-02205-X (wydanie II 2005, ISBN 83-06-02964-X),
- Żegluga świętego Brendana opata (Navigatio sancti Brendani abbatis) przekł. Ignacy Lewandowski; oprac., wstęp, koment., bibliogr. Jerzy Strzelczyk, Poznań 1992, ISBN 83-85337-08-3.
- Spotkanie dwóch światów: Stolica Apostolska a świat mongolski w połowie XIII wieku: relacje powstałe w związku z misją Jana di Piano Carpiniego do Mongołów, Poznań 1993, ISBN 83-85337-24-5.
- Monarchia pierwszych Piastów, Zofia Kurnatowska, Gerard Labuda, Jerzy Strzelczyk, Warszawa 1994, ISBN 83-7115-015-6.
- Pisma. Św. Kolumban. Żywot Kolumbana. Jonasz z Bobbio, wstęp, oprac. i koment. Jerzy Strzelczyk, przekł. Elżbieta Zakrzewska-Gębka, Stanisław Kalinkowski, Aleksander Mikołajczak, Warszawa 1995, ISBN 83-7072-048-X.
- Apostołowie Europy, Poznań 1997, ISBN 83-211-1202-1.
- Mity, podania i wierzenia dawnych Słowian, Poznań 1998, ISBN 83-7120-688-7 (wydanie II, Poznań 2007, ISBN 978-83-7301-973-7),
- Bolesław Chrobry, Poznań 1999, ISBN 83-85811-70-2 (wydanie II Poznań 2003 ISBN 83-85811-88-5),
- Otto III, Wrocław 2000, ISBN 83-04-04536-2.
- Odkrywanie Europy, Poznań 2000, ISBN 83-7177-010-3.
- Zjazd gnieźnieński, Wrocław 2000, ISBN 83-04-04536-2.
- 1000 lat Archidiecezji Gnieźnieńskiej, pod red. Jerzego Strzelczyka i Janusza Górnego, Gniezno 2000, ISBN 83-87926-31-0.
- Kanonizacja św. Wojciecha i dziedzictwo jego kultu, red. Jerzy Strzelczyk, Czesław Pest, Wojciech Polak, Lublin 2001, ISBN 83-85854-69-X.
- Historia powszechna. Średniowiecze, Poznań 2001, ISBN 83-7177-139-8.
- Słowianie połabscy, Poznań 2002, ISBN 83-7177-087-1.
- Prawda o bitwie z Mongołami pod Legnicą (1241), Gerard Labuda, Jerzy Strzelczyk, Legnica 2002,
- Naukowe pokłosie milenium śmierci św. Wojciecha, Kraków 2002,
- Święty Patryk. Pisma i najdawniejsze żywoty, wstęp i oprac. Jerzy Strzelczyk; przekł. Kazimierz Panuś, Anna Strzelecka; Kraków 2003, ISBN 83-7354-029-6.
- „Klucz do poznania nieba”: z dziejów myśli racjonalistycznej w średniowieczu, Gdańsk 2003, ISBN 83-85560-94-7.
- Średniowieczny obraz świata, Poznań 2004, ISBN 83-7063-403-6.
- Wędrówka i etnogeneza w starożytności i średniowieczu pod red. Macieja Salamona i Jerzego Strzelczyka, Kraków 2004, ISBN 83-88737-86-4.
- W poszukiwaniu królestwa kapłana Jana, Gdańsk 2006, ISBN 83-89730-01-4.
- Chrystianizacja Irlandii, Poznań 2006, ISBN 83-7015-867-6.
- Zapomniane narody Europy, Wrocław 2006, ISBN 83-04-04769-1, ISBN 978-83-04-04769-3.
- Pióro w wątłych dłoniach. O twórczości kobiet w dawnych wiekach, Warszawa 2007, ISBN 978-83-7181-489-1.
- Średniowiecze – jakie? Jak?, Poznań 2009, ISBN 978-83-89407-54-2.
- Otton I Wielki, 2018